# Фернандо Костанца
Фернандо Костанца (порт. Fernando Costanza, нар. 29 листопада 1998, Ріо-де-Жанейро) — бразильський футболіст, захисник російського клубу «Крила Рад» (Самара).

## Ігрова кар'єра
Народився 29 листопада 1998 року в місті Ріо-де-Жанейро. Вихованець футбольної школи клубу «Флуміненсе», з якої 2014 року потрапив до академії «Ботафогу». У грудні 2016 року він підписав перший професійний контракт з клубом.
Так і не зігравши жодного матчу за першу команду, 30 серпня 2018 року він був відданий в оренду у французький «Лілль», провівши 10 матчів за резервну команду в аматорському чемпіонаті, і у березні 2019 року повернувся до Бразилії.
5 травня 2019 року Фернандо дебютував у першій команді «Ботафогу» в матчі Серії А  проти «Форталези» (1:0). Загалом Фернандо відіграв за команду з Ріо-де-Жанейро за два сезони 24 матчі в чемпіонаті країни і ще 6 ігор в чемпіонаті штату.
У лютому 2021 року Костанца підписав контракт з «Шерифом», з яким того ж року став чемпіоном Молдови. Станом на 4 вересня 2021 року відіграв за тираспольський клуб 17 матчів в національному чемпіонаті.

## Статистика виступів

### Статистика клубних виступів
| Сезон             | Команда           | Чемпіонат         | Чемпіонат | Чемпіонат | Національний кубок | Національний кубок | Національний кубок | Континентальні кубки | Континентальні кубки | Континентальні кубки | Інші змагання | Інші змагання | Інші змагання | Усього | Усього | Усього |
| Сезон             | Команда           | Ліга              | Ігор      | Голів     | Ліга               | Ігор               | Голів              | Ліга                 | Ігор                 | Голів                | Ліга          | Ігор          | Голів         | Ігор   | Голів  |        |
| ----------------- | ----------------- | ----------------- | --------- | --------- | ------------------ | ------------------ | ------------------ | -------------------- | -------------------- | -------------------- | ------------- | ------------- | ------------- | ------ | ------ | ------ |
| 2018–19           | «Лілль ІІ»        | НЧ2               | 10        | 0         |                    | -                  | -                  |                      | -                    | -                    |               | -             | -             | 10     | 0      |        |
| 2019              | «Ботафогу»        | ЛК+A              | 0+4       | 0         | КБ                 | 0                  | 0                  | ПАК                  | 1                    | 0                    |               | -             | -             | 5      | 0      |        |
| Усього за кар'єру | Усього за кар'єру | Усього за кар'єру | 14        | 0         |                    | 0                  | 0                  |                      | 1                    | 0                    |               | -             | -             | 15     | 0      |        |

## Титули і досягнення
- Чемпіон Молдови (1):

«Шериф»: 2020/21